# Nadleśnictwo Kalisz Pomorski
Nadleśnictwo Kalisz Pomorski – nadleśnictwo należące do Regionalnej Dyrekcji Lasów Państwowych w Pile, położone w jej północno-zachodniej części, w całości w województwie zachodniopomorskim.
Nadleśnictwo leży w powiecie drawskim, powiecie wałeckim oraz powiecie choszczeńskim. Położone jest na terenie czterech gmin: Kalisz Pomorski, Drawno, Tuczno i Mirosławiec.
W skład Nadleśnictwa wchodzi jeden obręb leśny: Kalisz Pomorski, który łącznie obejmuje 9 leśnictw. Ogólna powierzchnia nadleśnictwa według stanu na 13 lutego 2025 r. wynosi 251,4 km². Powierzchnia lasów w nadleśnictwie wynosi 14,7 tys. ha, a lesistość obszaru przekracza 60%.
Od strony północnej Nadleśnictwo Kalisz Pomorski sąsiaduje z Nadleśnictwem Drawsko, od zachodu z Nadleśnictwem Drawno, od południa z Nadleśnictwem Głusko, natomiast od zachodu z Nadleśnictwem Tuczno oraz Nadleśnictwem Mirosławiec.
Siedziba Nadleśnictwa znajduje się w Kaliszu Pomorskim przy ul. Al. prof. Leona Mroczkiewicza 1. Odległość od siedziby nadleśnictwa do najbardziej skrajnych kompleksów wynoszą od 7 do 12 km.

## Historia
Nadleśnictwo Kalisz Pomorski zostało założone w roku 1945, pod ówczesną nazwą Nadleśnictwo Biały Zdrój. W jego skład weszły lasy o powierzchni 7284 ha.
W styczniu 1973 Nadleśnictwo Biały Zdrój włączono do Nadleśnictwa Mirosławiec, natomiast od 1 stycznia 1979 obręb Biały Zdrój został włączony do Nadleśnictwa Drawsko. W swoim obecnym kształcie Nadleśnictwo Kalisz Pomorski istnieje od 1 stycznia 1985 roku, ówcześnie podlegało do Regionalnej Dyrekcji Lasów Państwowych w Szczecinku. Natomiast 1 marca 2004 nadleśnictwo weszło do struktur nowo utworzonej Regionalnej Dyrekcji Lasów Państwowych w Pile. Dnia 1 stycznia 2016 Nadleśnictwo Tuczno przekazało Nadleśnictwu Kalisz Pomorski prawie 1,5 tys. ha obszaru, przez co obecna powierzchnia jednostki wynosi ponad 15 tys. ha.

## Leśnictwa
Na obszarze Nadleśnictwa Kalisz Pomorski wydzielono 9 leśnictw:
| - Biały Zdrój - Cybowo - Dębsko - Giżyno | - Grzybów - Mąkowary - Pępłówek - Studnica | - Wieniec |

## Fizjografia i klimat
Obszar Nadleśnictwa Kalisz Pomorski wg Regionalizacji przyrodniczo-leśnej z 2010 położony jest w III Krainie Wielkopolsko-Pomorskiej, w Mezoregionie Równiny Drawskiej.
Teren Nadleśnictwa charakteryzuje się urozmaiconą rzeźbą od terenów równych poprzez faliste do pagórkowatych. Różnica wysokości pomiędzy najniżej a najwyżej położonym punktem wynosi 75,5 m.

## Drzewostan
Gatunkiem zdecydowanie dominującym na terenie Nadleśnictwa Kalisz Pomorski jest sosna, która zajmuje 91,51% powierzchni leśnej. Poza sosną większe znaczenie gospodarcze mają buk, brzoza, dąb.
Udział siedlisk leśnych:
- 51 proc. – borowe
- 49 proc. – lasowe

Udział gatunków lasotwórczych:
- sosna – 91%
- buk – 2%
- brzoza – 2%
- dąb – 2%
- olsza – 2%
- pozostałe – 1%

Udział drzewostanów w klasach wieku:
| Klasa wieku  | %   |
| ------------ | --- |
| I            | 13% |
| II           | 22% |
| III          | 15% |
| IV           | 25% |
| V            | 11% |
| VI i starsze | 12% |

Na terenie Nadleśnictwa Kalisz Pomorski wykazano następujące formy siedlisk leśnych; bór świeży, bór mieszany świeży, bór mieszany wilgotny, bór mieszany bagienny, las mieszany świeży, las mieszany wilgotny, las mieszany bagienny, las wilgotny oraz ols.

## Łowiectwo
Na terenie nadleśnictwa znajduje się 5 obwodów łowieckich, na terenie których gospodarkę łowiecką prowadzą 4 koła łowieckie. Na terenie Nadleśnictwa Kalisz Pomorski bytuje ok.: 560 saren, 600 jeleni oraz 80 dzików. Ze zwierzyny drobnej, występują następujące gatunki: lis, zając, borsuk, kuna, tchórz oraz jenot. Na terenie Nadleśnictwa można również spotkać gatunki chronione jak: wilk, żubr, bóbr czy wydra.

## Ochrona przyrody

### Rezerwaty przyrody
- Rezerwat przyrody Nad Płociczną[9]

### Obszary chronionego krajobrazu
Na terenie Nadleśnictwa Kalisz Pomorski leżą dwa obszary chronionego krajobrazu:
- Obszar Chronionego Krajobrazu Okolice Kalisza Pomorskiego
- Obszar Chronionego Krajobrazu Choszczno-Drawno

### Pomniki przyrody
Na terenie Nadleśnictwa Kalisz Pomorski występuje sześć pomników przyrody:
- pojedyncze drzewa – 6 szt.

### Użytki ekologiczne
Na terenie Nadleśnictwa Sulęcin znajduje się 12 użytków ekologicznych:
| - Torfowisko pod Marglowym - Torfowisko Pruszcz - Torfowisko Dębsko - Świńskie Doły | - Leśne Bagno - Skrzaty - Jeziora Mała Korytnica - Jezioro Lasek | - Jezioro Nenufar - Dolina Zgnilica - Giżyno I - Giżyno II |

### Obszary Natura 2000
Wyróżniamy sześć obszarów Natura 2000 w Nadleśnictwie Kalisz Pomorski:
- Obszar specjalnej ochrony ptaków Natura 2000 „Lasy Puszczy nad Drawą”;
- Obszar specjalnej ochrony ptaków Natura 2000 „Ostoja Drawska”;
- Obszary mające znaczenie dla Wspólnoty „Jezioro Lubie i Dolina Drawy”;
- Obszary mające znaczenie dla Wspólnoty „Uroczyska Puszczy Drawskiej”;